# Vicarious Visions
Vicarious Visions fue un desarrollador de videojuegos estadounidense. Los videojuegos de Vicarious Visions representaron más de 2,5 mil millones de dólares en ventas al por menor y más de 40 millones de unidades de su software se han vendido en todo el mundo. La sede de Vicarious Visions se encuentra en Menands, Nueva York.

## Historia del estudio
El estudio fue fundado por los hermanos Karthik y Guha Bala en 1990 mientras ambos estaban en la escuela secundaria.
A finales de 1990, Vicarious Visions nombró a Michael Marvin, un inversionista, empresario, fundador y ex CEO de MapInfo Corporation, con sede en Albany; y a Charles S. Jones, un inversor, que estaba sentado en los consejos de administración de diversas empresas de software e industriales incluyendo a Geac y PSDI, para su junta directiva. Bajo su liderazgo, la venta de la empresa se negoció a Activision, ganando los inversionistas originales sobre 20x de su inversión inicial.
En enero de 2005, Vicarious Visions fue adquirido por Activision.
El 22 de enero de 2021, Vicarious Visions pasó a formar parte de Blizzard Entertainment, y el 12 de abril de 2022, se fusionó con ella dando lugar a Blizzard Albany.

## Historia de sus videojuegos
Terminus, un juego de simulación de combate multijugador con un espacio de comercio en línea, ganó dos premios Independent Games Festival en 1999. Ellos llegaron a ser conocidos como un desarrollador líder de juegos de mano rompiendo terreno con la serie de Tony Hawk Pro Skater, con el desarrollo de cada título para Game Boy Advance y Nintendo DS en la serie principal de la franquicia, así como una spin off. Ellos desarrollaron los primeros tres juegos de Crash Bandicoot para GBA. También son bien conocidos por muchos juegos, incluyendo Spider-Man, Spider-Man 2, Ultimate Spider-Man, Crash Nitro Kart, Jedi Knight II, Academia Jedi, y Doom 3 para Xbox. Vicarious Visions desarrollaron la serie Guitar Hero para las plataformas Nintendo DS y Wii. Para Guitar Hero: On Tour, Vicarious Visions creó el "Guitar Grip" periférico para la consola Nintendo DS, que emula el controlador de guitarra para el sistema portátil.
El 10 de junio de 2011 se reveló, que Vicarious Visions estaba trabajando en la versión 3DS de Skylanders: Spyro's Adventure.
En 2011 se anunció que Vicarious Visions estaba trabajando en tres proyectos desconocidos, Proyecto Nova (revelado como Skylanders: Swap Force), Atlantis y Phoenix.

## Videojuegos desarrollados
| Año  | Título                                                                          | Plataformas                                             |
| ---- | ------------------------------------------------------------------------------- | ------------------------------------------------------- |
| 1996 | Synnergist                                                                      | Microsoft DOS (CD-ROM PC)                               |
| 1997 | Dark Angael                                                                     | Microsoft Windows                                       |
| 1999 | Zebco Fishing!                                                                  | Game Boy Color                                          |
| 1999 | Vigilante 8                                                                     | Game Boy Color                                          |
| 2000 | Polaris SnoCross                                                                | Game Boy Color, Nintendo 64, PlayStation                |
| 2000 | Terminus                                                                        | Microsoft Windows, MacOS, Linux                         |
| 2000 | Spider-Man                                                                      | Game Boy Color PlayStation Nintendo 64                  |
| 2000 | The Wild Thornberrys: Rambler                                                   | Game Boy Color                                          |
| 2000 | Pro Darts                                                                       | Game Boy Color                                          |
| 2000 | Barbie: Magic Genie Adventure                                                   | Game Boy Color                                          |
| 2000 | Jimmy White's Cue Ball                                                          | Game Boy Color                                          |
| 2001 | Rescue Heroes: Fire Frenzy                                                      | Game Boy Color                                          |
| 2001 | Blue's Clues: Blue's Alphabet Book                                              | Game Boy Color                                          |
| 2001 | SpongeBob SquarePants: Legend of the Lost Spatula                               | Game Boy Color                                          |
| 2001 | Tony Hawk's Pro Skater 2                                                        | Game Boy Advance                                        |
| 2001 | Sea-Doo Hydrocross                                                              | PlayStation                                             |
| 2001 | Power Rangers: Time Force                                                       | Game Boy Advance                                        |
| 2001 | Spider-Man: Mysterio's Menace                                                   | Game Boy Advance                                        |
| 2001 | Zoboomafoo: Playtime in Zobooland                                               | Game Boy Color                                          |
| 2001 | Spider-Man 2: Enter Electro                                                     | PlayStation                                             |
| 2001 | Monsters, Inc.                                                                  | Game Boy Color                                          |
| 2001 | Kelly Club: Clubhouse Fun                                                       | Game Boy Color                                          |
| 2002 | Crash Bandicoot: The Huge Adventure                                             | Game Boy Advance                                        |
| 2002 | Tony Hawk's Pro Skater 3                                                        | Game Boy Advance                                        |
| 2002 | Frogger Advance: The Great Quest                                                | Game Boy Advance                                        |
| 2002 | SpongeBob SquarePants: Revenge of the Flying Dutchman                           | Game Boy Advance                                        |
| 2002 | Tony Hawk's Pro Skater 4                                                        | Game Boy Advance, PlayStation                           |
| 2002 | The Powerpuff Girls: Him and Seek                                               | Game Boy Advance                                        |
| 2002 | Star Wars Jedi Knight II: Jedi Outcast                                          | GameCube, Xbox                                          |
| 2002 | Whiteout                                                                        | Microsoft Windows, PlayStation 2, Xbox                  |
| 2003 | Crash Bandicoot 2: N-Tranced                                                    | Game Boy Advance                                        |
| 2003 | The Muppets: On With The Show!                                                  | Game Boy Advance, Microsoft Windows                     |
| 2003 | Bruce Lee: Return of the Legend                                                 | Game Boy Advance                                        |
| 2003 | X2: Wolverine's Revenge                                                         | Game Boy Advance                                        |
| 2003 | Buscando a Nemo                                                                 | Game Boy Advance                                        |
| 2003 | Jet Grind Radio                                                                 | Game Boy Advance                                        |
| 2003 | Disney's Extreme Skate Adventure                                                | Game Boy Advance                                        |
| 2003 | Disney's The Lion King 1½                                                       | Game Boy Advance                                        |
| 2003 | Tony Hawk's Underground                                                         | Game Boy Advance                                        |
| 2003 | SpongeBob SquarePants: Battle for Bikini Bottom                                 | Game Boy Advance                                        |
| 2003 | Disney's Brother Bear                                                           | Game Boy Advance                                        |
| 2003 | Crash Nitro Kart                                                                | Game Boy Advance, GameCube, PlayStation 2, Xbox, N-Gage |
| 2003 | Spy Muppets: License to Croak                                                   | Game Boy Advance, Microsoft Windows                     |
| 2003 | Star Wars Jedi Knight: Jedi Academy                                             | Xbox                                                    |
| 2004 | Rivet                                                                           | Teléfono móvil                                          |
| 2004 | Shrek 2                                                                         | Game Boy Advance                                        |
| 2004 | Spider-Man vs. Doc Ock                                                          | Teléfono móvil                                          |
| 2004 | Crash Bandicoot Purple: Ripto's Rampage and Spyro Orange: The Cortex Conspiracy | Game Boy Advance                                        |
| 2004 | Shark Tale                                                                      | Game Boy Advance                                        |
| 2004 | Tony Hawk's Underground 2                                                       | Game Boy Advance                                        |
| 2004 | That's So Raven                                                                 | Game Boy Advance                                        |
| 2004 | Shrek 2: Beg For Mercy!                                                         | Game Boy Advance                                        |
| 2004 | Kids Next Door: Operation S.O.D.A.                                              | Game Boy Advance                                        |
| 2004 | Spider-Man 2                                                                    | Nintendo DS, PlayStation Portable                       |
| 2005 | Doom 3                                                                          | Xbox                                                    |
| 2005 | Madagascar                                                                      | Game Boy Advance, Nintendo DS                           |
| 2005 | Batman Begins                                                                   | Game Boy Advance                                        |
| 2005 | Ultimate Spider-Man                                                             | Game Boy Advance, Nintendo DS                           |
| 2005 | X-Men Legends II: Rise of Apocalypse                                            | PlayStation Portable                                    |
| 2005 | Tony Hawk's American Sk8land                                                    | Game Boy Advance, Nintendo DS                           |
| 2005 | Madagascar: Operation Penguin                                                   | Game Boy Advance                                        |
| 2006 | Over the Hedge                                                                  | Game Boy Advance, Nintendo DS                           |
| 2006 | Over the Hedge: Hammy Goes Nuts                                                 | Game Boy Advance                                        |
| 2006 | Tony Hawk's Downhill Jam                                                        | Nintendo DS                                             |
| 2006 | Marvel: Ultimate Alliance                                                       | PlayStation Portable, Wii                               |
| 2007 | Shrek tercero                                                                   | Game Boy Advance, Nintendo DS                           |
| 2007 | Spider-Man 3                                                                    | Nintendo DS, PlayStation 2, PlayStation Portable, Wii   |
| 2007 | Transformers: Decepticons                                                       | Nintendo DS                                             |
| 2007 | Transformers: Autobots                                                          | Nintendo DS                                             |
| 2007 | Guitar Hero III: Legends of Rock                                                | Wii                                                     |
| 2007 | Tony Hawk's Proving Ground                                                      | Nintendo DS                                             |
| 2007 | Bee Movie Game                                                                  | Nintendo DS                                             |
| 2008 | Kung Fu Panda                                                                   | Nintendo DS                                             |
| 2008 | Guitar Hero: On Tour                                                            | Nintendo DS                                             |
| 2008 | Guitar Hero: Aerosmith                                                          | Wii                                                     |
| 2008 | Guitar Hero World Tour                                                          | Wii                                                     |
| 2008 | Quantum of Solace                                                               | Nintendo DS                                             |
| 2008 | Guitar Hero On Tour: Decades                                                    | Nintendo DS                                             |
| 2009 | Mixed Messages                                                                  | DSiWare                                                 |
| 2009 | Transformers: Revenge of the Fallen - Decepticons                               | Nintendo DS                                             |
| 2009 | Transformers: Revenge of the Fallen - Autobots                                  | Nintendo DS                                             |
| 2009 | Guitar Hero 5                                                                   | Wii                                                     |
| 2009 | Marvel: Ultimate Alliance 2                                                     | PlayStation 3, Xbox 360                                 |
| 2009 | Band Hero                                                                       | Nintendo DS, Wii                                        |
| 2009 | Guitar Hero On Tour: Modern Hits                                                | Nintendo DS                                             |
| 2010 | Guitar Hero                                                                     | iOS                                                     |
| 2010 | Transformers War for Cybertron: Decepticons                                     | Nintendo DS                                             |
| 2010 | Transformers War for Cybertron: Autobots                                        | Nintendo DS                                             |
| 2010 | Guitar Hero: Warriors of Rock                                                   | Wii                                                     |
| 2011 | Skylanders: Spyro's Adventure                                                   | 3DS                                                     |
| 2012 | Skylanders: Cloud Patrol                                                        | iOS, Android, Kindle Fire                               |
| 2012 | Skylanders: Lost Islands                                                        | iOS, Android                                            |
| 2012 | Skylanders: Battlegrounds                                                       | iOS, Android                                            |
| 2012 | Skylanders: Giants                                                              | Wii U                                                   |
| 2013 | Skylanders: Swap Force                                                          | PlayStation 3, PlayStation 4, Wii U, Xbox 360, Xbox One |
| 2014 | Skylanders: Trap Team                                                           | iOS, Android, Kindle Fire                               |
| 2018 | Spyro Reignited Trilogy                                                         | PlayStation 4, Xbox One, Nintendo Switch, PC            |
| 2017 | Crash Bandicoot N. Sane Trilogy                                                 | PlayStation 4, Xbox One, Nintendo Switch, PC            |
| 2017 | Destiny 2                                                                       | PlayStation 4 Xbox One PC                               |

## Premios recibidos
| Año  | Premio | Para                                 |
| ---- | --- | ------------------------------------ |
| 1999 | GDC Independent Games Festival Awards: Best Programming                                                       | Terminus                             |
| 1999 | GDC Independent Games Festival Awards: Best Audio Soundtrack                                                  | Terminus                             |
| 2001 | E3 Award: Best Handheld Game                                                                                  | Tony Hawk's Pro Skater 2             |
| 2001 | ' | Tony Hawk's Pro Skater 2             |
| 2001 | E3 Award: Technological Excellence in Handheld                                                                | Tony Hawk's Pro Skater 2             |
| 2001 | Editor’s Choice Award: Best of 2001 for Handheld Games - Best Extreme Sports Game                             | Tony Hawk's Pro Skater 2             |
| 2002 | Gamespot: Best Sports Game on Game Boy Advance for 2002                                                       | Tony Hawk's Pro Skater 3             |
| 2003 | Gamespy: Best Action Sports Game                                                                              | Tony Hawk's Underground              |
| 2003 | Gamespy: #10 GBA Game of the Year                                                                             | Tony Hawk's Underground              |
| 2004 | 1up: Sports/Extreme Sports Game of the Year                                                                   | Tony Hawk's Underground              |
| 2005 | Gamespy: 2005 Xbox Game of the Year: #5 Overall of Top 10                                                     | Doom 3                               |
| 2005 | TeamXbox: 2005 Game of the Year First Runner Up for First Person Shooter and Best Graphics                    | Doom 3                               |
| 2005 | Gamespy: 2005 DS Game of the Year                                                                             | Tony Hawk's American Sk8land         |
| 2005 | ' | Tony Hawk's American Sk8land         |
| 2005 | IGN: Best of 2005, Best Action Game                                                                           | Tony Hawk's American Sk8land         |
| 2005 | IGN: Best of 2005, Best Artistic Design                                                                       | Ultimate Spider-Man                  |
| 2005 | IGN: Best of 2005, Best RPG                                                                                   | X-Men Legends II: Rise of Apocalypse |
| 2006 | IGN: Best of 2006, DS Racing Game                                                                             | Tony Hawk's Downhill Jam             |
| 2006 | ' | Tony Hawk's Downhill Jam             |
| 2007 | IGN: Best of 2007, Music Game of the Year                                                                     | Guitar Hero III: Legends of Rock     |
| 2007 | IGN: Best of 2007, Reader’s Choice for Best Music Game                                                        | Guitar Hero III: Legends of Rock     |
| 2007 | IGN: Best of 2007, Best Licensed Soundtrack                                                                   | Guitar Hero III: Legends of Rock     |
| 2007 | ' | Guitar Hero III: Legends of Rock     |
| 2007 | IGN: Best of 2007, Best Local Multiplayer Game                                                                | Guitar Hero III: Legends of Rock     |
| 2007 | ' | Guitar Hero III: Legends of Rock     |
| 2007 | Gamespy: 2007 Awards, #5 of Top 10 Wii Games of the Year                                                      | Guitar Hero III: Legends of Rock     |
| 2007 | IGN: Best of 2007, Runner Up Best Platform Game                                                               | Spider-Man 3                         |
| 2007 | ' | Spider-Man 3                         |
| 2007 | Gamespy: 2007 Awards, Sports Game of the Year                                                                 | Tony Hawk's Proving Ground           |
| 2007 | Gamespy: 2007 Awards, #9 of Top 10 DS Games of the Year                                                       | Tony Hawk's Proving Ground           |
| 2007 | IGN: Best of 2007, Reader’s Choice for Best Sports Game                                                       | Tony Hawk's Proving Ground           |
| 2008 | IGN: Best of 2008, Best Music/Rhythm Game                                                                     | Guitar Hero On Tour                  |
| 2008 | IGN: Best of 2008, Best Music/Rhythm Game                                                                     | Guitar Hero World Tour               |
| 2008 | IGN: Best of 2008, Wireless Category, Best Multiplayer Game                                                   | Guitar Hero World Tour Mobile        |
| 2008 | Editor’s Game Chronicles Magazine Choice Award, June 2008                                                     | Kung Fu Panda                        |
| 2009 | IGN: Best of 2009, Best Music Game Archivado el 14 de junio de 2009 en Wayback Machine.                       | Guitar Hero: Warriors of Rock        |
| 2009 | Gameindustry: Game of the Year, Best DS Game of 2009                                                          | Guitar Hero On Tour                  |
| 2009 | Nickelodeon: Kid's Choice Awards, Favorite Video Game Archivado el 5 de noviembre de 2015 en Wayback Machine. | Guitar Hero World Tour               |
| 2009 | IGN: Best of 2009, Best Multiplayer Game                                                                      | Mixed Messages                       |
| 2009 | IGN: #25 Top 25 Games of all Time 2009                                                                        | Tony Hawk's American Sk8land         |
| 2009 | IGN: #5 Top 25 GBA Games of all Time 2009                                                                     | Tony Hawk's Pro Skater 2             |
| 2009 | Webby Award: Best Hands-on Mobile Game                                                                        | Guitar Hero III: Legends of Rock     |
| 2010 | 28th Annual Golden Joystick Awards: The Golden Joystick                                                       | Guitar Hero: Warriors of Rock        |